# Bathyaulax rufa
Bathyaulax rufa är en stekelart som först beskrevs av Szepligeti 1906.  Bathyaulax rufa ingår i släktet Bathyaulax och familjen bracksteklar. Inga underarter finns listade.